# Guillermo Hernández Astorga
Guillermo Hernández Astorga (San José; 11 de octubre de 1933-4 de enero de 2020) fue un futbolista costarricense que jugó de defensa. Inició muy joven con La Libertad en 1949, un año después pasó al Saprissa donde consiguió varios títulos hasta su retiro en 1964.

## Selección nacional
Disputó cinco partidos con la selección de Costa Rica desde su debut en 1959. Ganó el Campeonato de Naciones de la Concacaf de 1963.

### Participaciones en Campeonatos Concacaf
| Copa                                          | Sede        | Resultado | Part. | Goles |
| --------------------------------------------- | ----------- | --------- | ----- | ----- |
| Campeonato de Naciones de la Concacaf de 1963 | El Salvador | Campeón   | 1     | 0     |

## Palmarés

### Títulos nacionales
| Título               | Equipo   | País       | Año  |
| -------------------- | -------- | ---------- | ---- |
| Primera División     | Saprissa | Costa Rica | 1952 |
| Primera División     | Saprissa | Costa Rica | 1953 |
| Torneo de Copa       | Saprissa | Costa Rica | 1956 |
| Primera División     | Saprissa | Costa Rica | 1957 |
| Torneo de Copa       | Saprissa | Costa Rica | 1960 |
| Primera División     | Saprissa | Costa Rica | 1962 |
| Torneo de Copa       | Saprissa | Costa Rica | 1963 |
| Campeón de Campeones | Saprissa | Costa Rica | 1963 |
| Primera División     | Saprissa | Costa Rica | 1964 |

### Títulos internacionales
| Título                                | Equipo     | Sede        | Año  |
| ------------------------------------- | ---------- | ----------- | ---- |
| Campeonato de Naciones de la Concacaf | Costa Rica | El Salvador | 1963 |